# Jesús Muñecas Aguilar
Jesús Muñecas Aguilar (Zaragoza, 6 de enero de 1939) es un antiguo capitán de la Guardia Civil participante en el 23-F. Pesa sobre él la imputación de un delito de lesa humanidad por crímenes durante el franquismo ordenada por la Justicia de Argentina.

## Biografía
Jesús Muñecas Aguilar, natural de Zaragoza; ingresó en la Guardia Civil en el año 1959. Estuvo destinado en el País Vasco entre los años sesenta y finales de los setenta donde, según numerosos testimonios, fue responsable de torturas contra militantes antifranquistas.
A principios de 1976 dirigió la tortura de Amparo Arangoa en el cuartel de la Guardia Civil en Tolosa (Guipúzcoa). Ya entonces «poseía una siniestra fama como torturador en Euskadi que todavía se acrecentaría más en los años siguientes». La revista Zeruko Argia publicó las fotografías del resultado de las torturas: mostraban las nalgas y las piernas negras por los moratones causados por los golpes que recibió. La revista fue secuestrada por orden del gobierno de Carlos Arias Navarro, con Manuel Fraga como ministro del Interior, pero no se impidió que otros medios reprodujeran las fotografías, lo que desencadenó una campaña de prensa en contra de la práctica de la tortura.
La jueza argentina Maria Servini acusa a Jesús Muñecas de haber participado en las torturas infligidas a Andoni Arrizabalaga en 1968 en Zarauz.
En 1981 estaba destinado en la Comandancia Móvil de Valdemoro. El 23 de febrero de 1981 participó en el golpe de Estado, siendo condenado a 5 años de cárcel por delito consumado de rebelión militar. Salió de prisión al cumplir las tres cuartas partes de la condena en 1984.